# Akysis maculipinnis
Akysis maculipinnis és una espècie de peix de la família dels akísids i de l'ordre dels siluriformes.

## Morfologia
- Els mascles poden assolir els 3,1 cm de llargària total.
- Nombre de vèrtebres: 31-32.[4]

## Hàbitat
Viu a canals fluvials fangosos

## Distribució geogràfica
Es troba a Àsia: rius Mekong i Chao Phraya a Tailàndia.

## Vàlua econòmica
No se'n troba als mercats locals.